# باشگاه فوتبال بریزبن رور
باشگاه فوتبال بریزبن رور (انگلیسی: Brisbane Roar FC) یک باشگاه فوتبال در کشور استرالیا است.
این باشگاه که در شهر بریزبن قرار دارد در سال ۱۹۵۷ میلادی تأسیس شده و سابقه ۲ قهرمانی در ای-لیگ را دارد.